# Manifest z Tamworth
Manifest z Tamworth – manifest polityczny, wydany w Tamworcie w 1834 roku przez Brytyjczyka sir Roberta Peela. Na postulatach manifestu opiera się program brytyjskiej Partii Konserwatywnej.
W listopadzie 1834 roku król Wilhelm IV usunął wigowskiego premiera Williama Lamba i zaproponował Arthurowi Wellesleyowi utworzenie gabinetu. Jednakże Wellesley rekomendował królowi powołanie Roberta Peela.
Prawdopodobnie z powodu poparcia Wellesleya, Peel zamierzał rozpocząć przekonywać kraj i elektorat, że istnieje znaczna różnica pomiędzy jego typem konserwatyzmu a tym, jaki preferował jego poprzednik. W związku z tym, 18 grudnia 1834 roku w prasie opublikowano manifest z Tamworth.

## Założenia i cele manifestu
Głównym celem manifestu był apel do elektoratu nowego parlamentu.
- Peel potwierdził, że Reform Act z 1832 roku był "ostatecznym i nieodwołalnym rozwiązaniem wybitnej kwestii ustrojowej";
- obiecał, że konserwatyści podejmą "dokładny przegląd cywilnych i duchownych instytucji";
- jeśli zaistnieje ewentualność zmian, obiecał "poprawę dowodów nadużyć i zadośćuczynienie realnych krzywd";
- zaoferował przyjrzenie się sytuacji Kościoła i jego reformę w celu ochrony "prawdziwych interesów religii państwowej".

Podstawowym zatem celem Peela była "taka reforma konserwatystów, by przetrwali"; jednakże przeciwstawił się zmianom, które uznał za niekonieczne, obawiając się "wiecznego wiru niepokoju".